# Aeródromo Teniente Vidal
El Aeródromo Teniente Vidal (IATA: GXQ, OACI: SCCY) es un terminal aéreo localizado a 5 kilómetros al sureste de la ciudad de Coyhaique, Provincia de Coyhaique, Región de Aysén, Chile. Este aeródromo es de carácter público.